# Vastagh György (szobrász)
Ifjabb alsó-torjai Vastagh György (Kolozsvár, 1868. szeptember 18. – Budapest, 1946. június 3.) magyar szobrászművész.
Az erdélyi Háromszékről származó Vastagh művészcsalád különböző műfajokban alkotó tagjai három generáción keresztül, százhúsz éven át  voltak jelen a 19-20. század magyar képzőművészetében.

## Családja
Alsó-torjai székely lófő eredetű családból származott. Ősei 1661 körül a tatárdúlást követő pestis elől menekülve Szegeden telepedtek le, az ottani anyakönyvekben először 1667-ben fordul elő nevük. Nagyapja Vastagh János szegedi hajósgazda, apja id. Vastagh György festőművész, édesanyja Schell Jozefin, bátyja Vastagh Béla jogász és Vastagh Géza festőművész, sógora Kenyeres Balázs orvosprofesszor.
Ifjabb Vastagh György 1900-ban kötött házasságot Benczúr Gyula lányával, Benczúr Olga képző- és iparművésszel. Három gyermekük született. Lánya, Vastagh Éva és fia, Vastagh László szobrászművészek voltak, kisebbik fia, Pál (közlekedési mérnök) a második világháborúban halt meg.

## Tanulmányai
Első mestere a nála mindössze egy évtizeddel idősebb Zala György volt. 1889 és 1891 között Münchenben a Képzőművészeti Akadémián tanult, előbb rajzot Gabriel Hacklnál, majd mintázást Syrius Eberlénél. 1893-ban tanulmányúton járt Párizsban, ahol Emmanuel Fremiet és Alexandre Falguere  szobrászokkal állt kapcsolatban. 1898-ban  négy hónapot töltött Algériában és Tunéziában, állami ösztöndíjjal ott tevékenykedő bátyjához, Gézához csatlakozva. Itt mintázta arab és néger portréit, továbbá egy teveszobrot.

## Művészi pályafutása

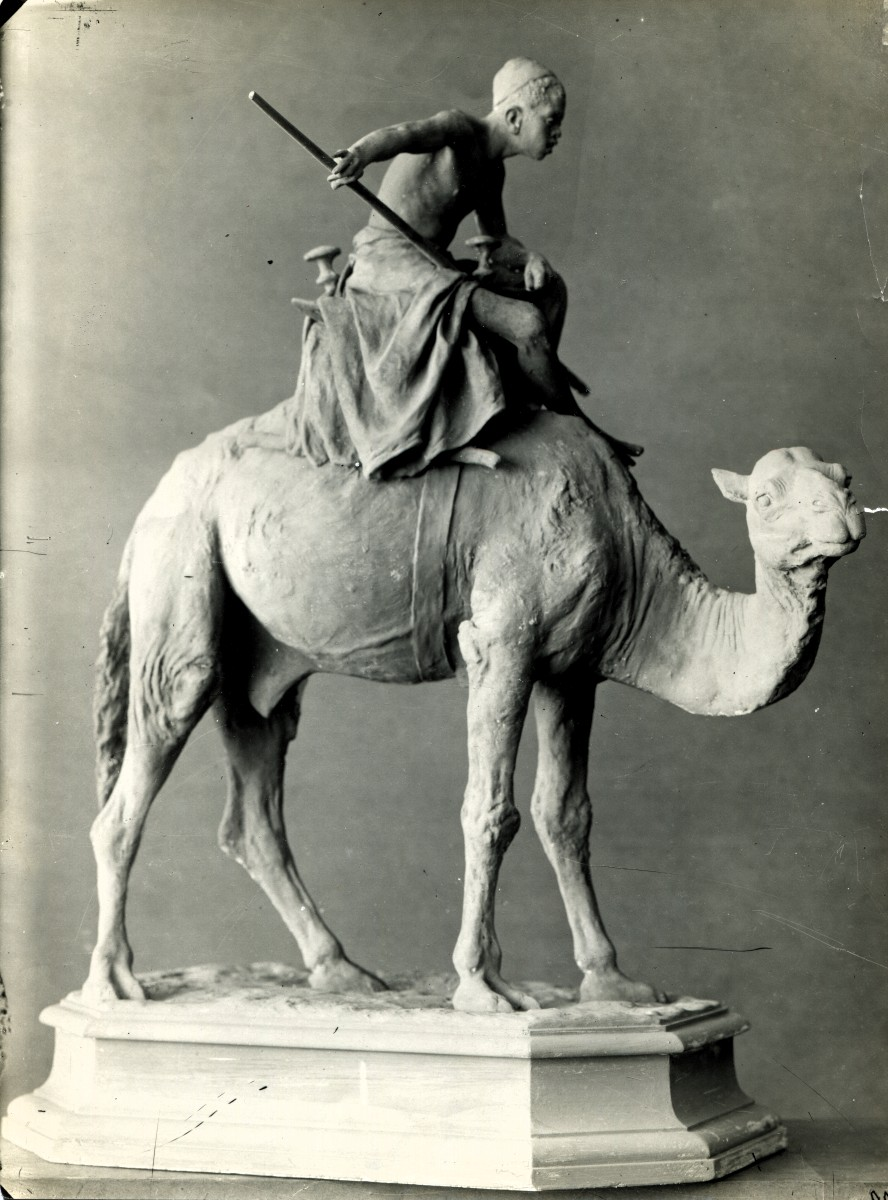
Tevehajcsár, 1893.

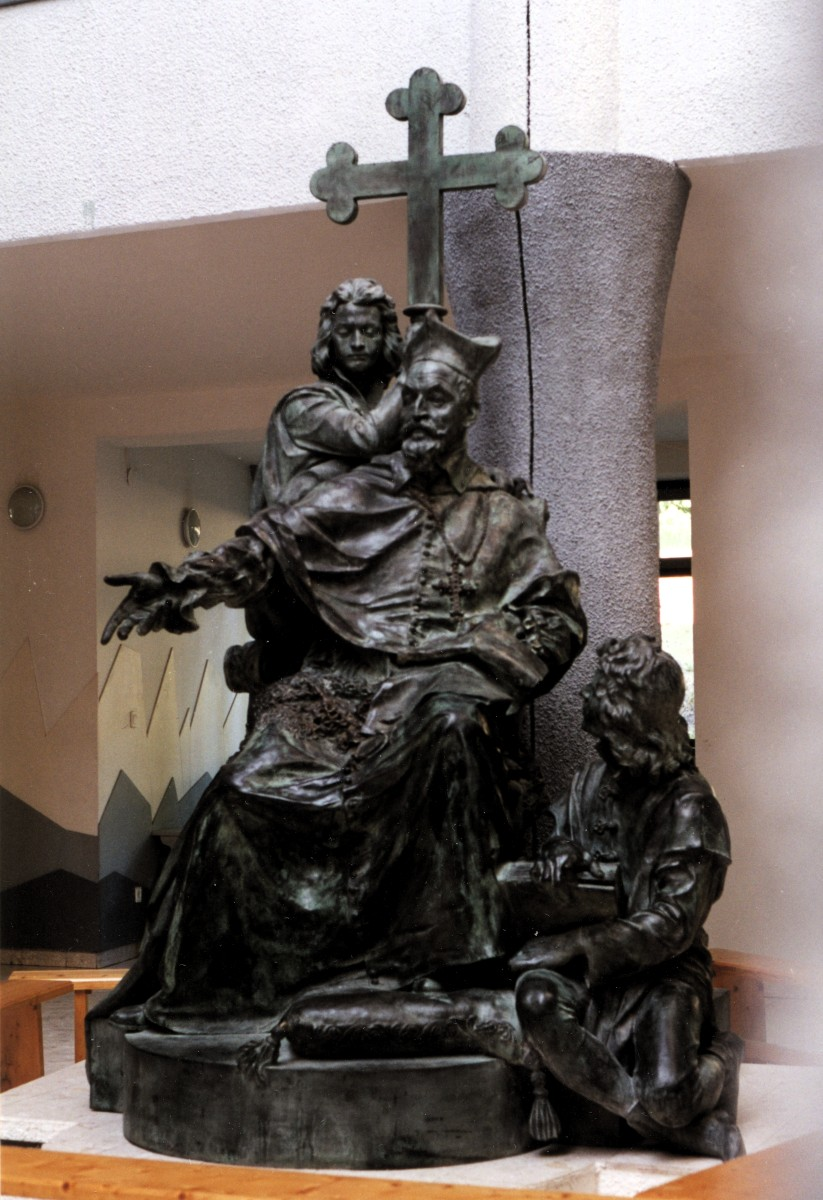
Pázmány Péter, Piliscsaba

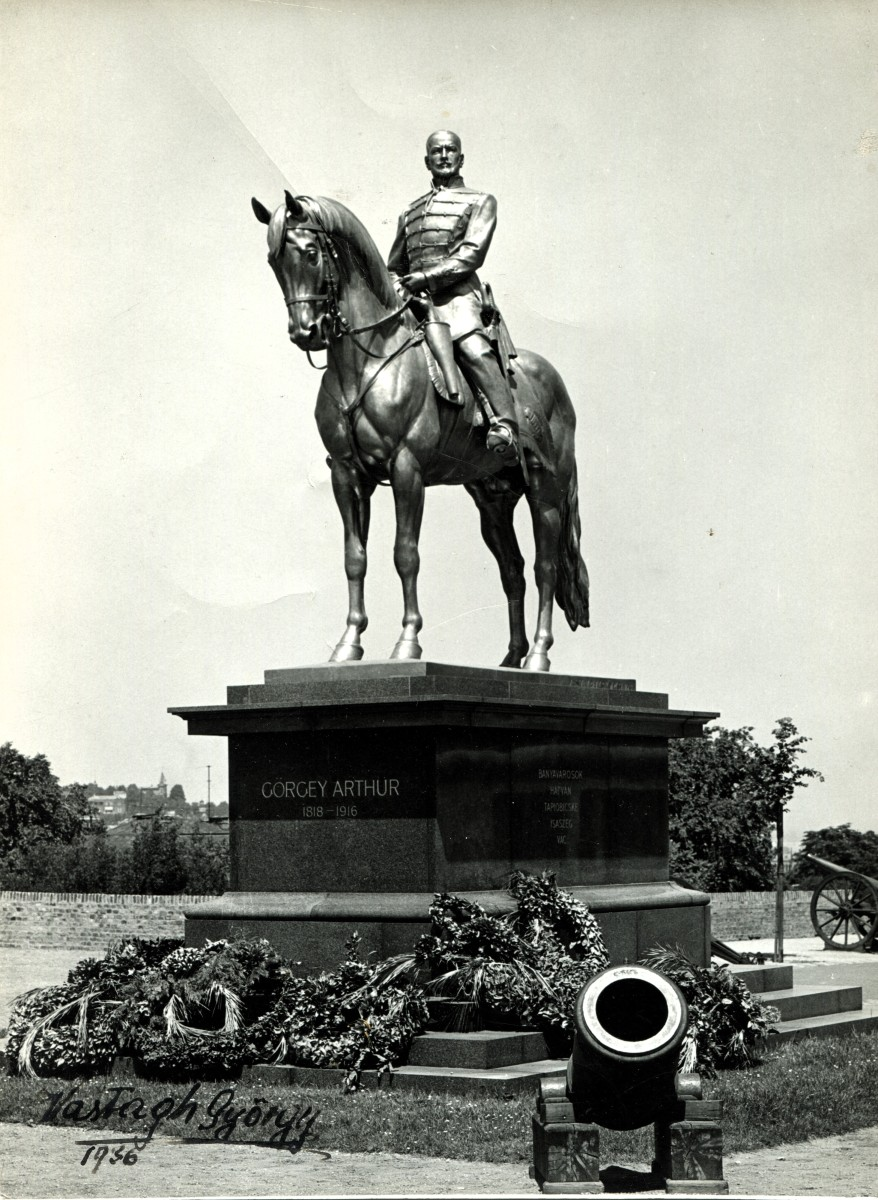
Görgei Artúr lovas szobra, 1935.

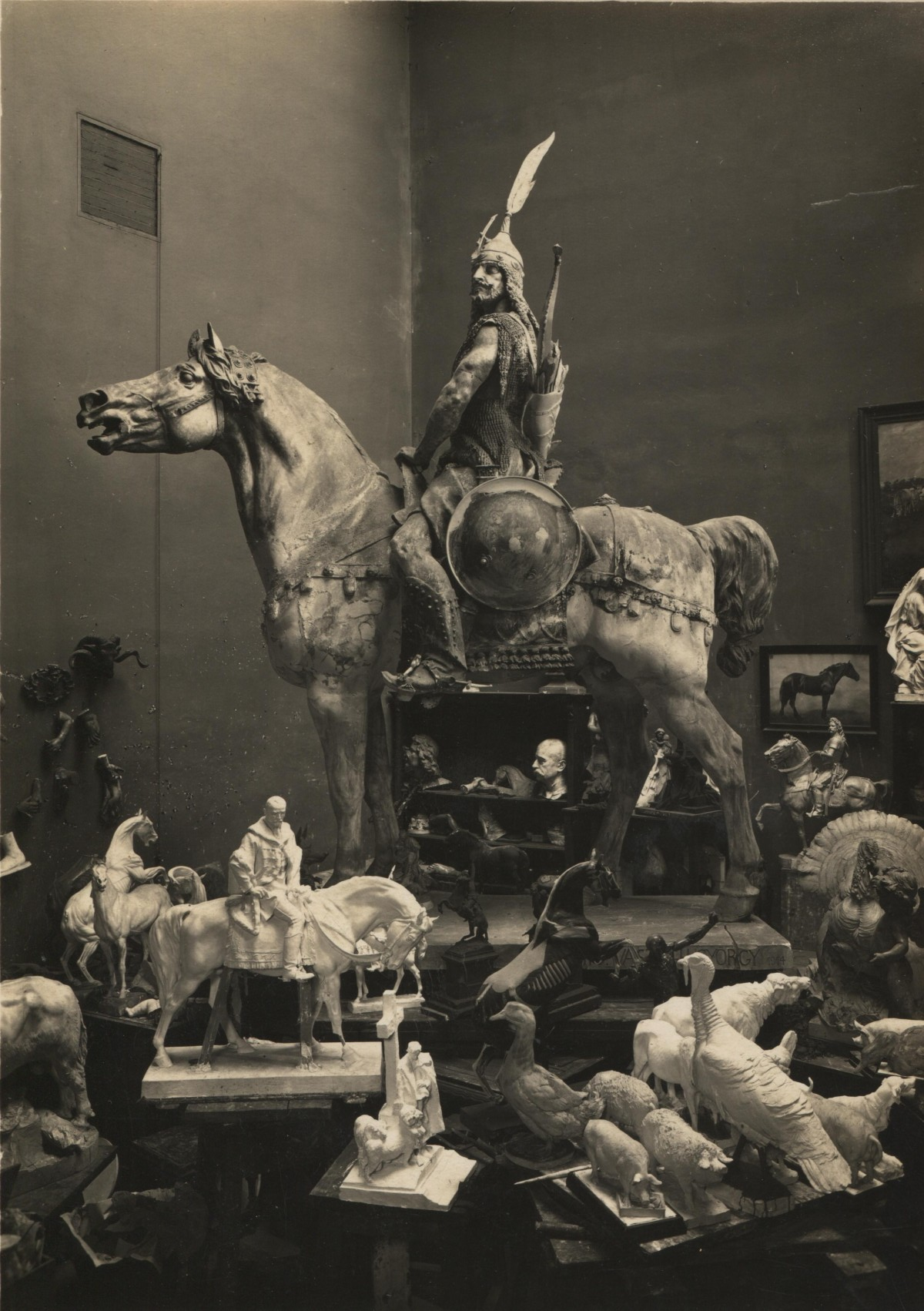
Ifj. Vastagh György műtermének részlete az Árpád szoborral

Első nyilvánosan  felállított munkája a Pápai honvédemlék (1889), az ihászi csatát idéző bronz reliefjével és oszlop tetején szétterjesztett szárnyú turulszobrával. Részt vett a Kolozsvár város által kiírt Mátyás király szoborpályázaton, melyet Fadrusz János nyert meg. A Millenniumi kiállításra ötven tenyészállatszobor készítésével bízta meg a Földművelési Minisztérium. Ezeket az állami ménesbirtokokon – Bábolna, Kisbér, Mezőhegyes, Fogaras – mintázta.
Az 1900-as párizsi világkiállításra a minisztériumtól újabb megrendelést kapott, a legkiválóbb nagy- és kistenyésztők állatainak megmintázását. Szobrait aranyéremmel jutalmazták. 1902-ben avatták fel a Budavári Palota területén, a lovarda előtt felállított másfélszeres életnagyságú Csikós szobrát, egyik főművét. Talapzatát a palota építésze Hauszmann Alajos tervezte. A II. világháborúban megsérült szobor restaurálás után 1983-ban került jelenlegi helyére, a Magyar Nemzeti Galéria B épülete előtti Hunyadi-udvarra. Fél életnagyságú változatát Párizsban a világkiállításon aranyéremmel díjazták.
A londoni British Museum is vásárolt állatszobraiból, ezek egy része ma a Londoni Természettudományi Múzeum (Natural History Museum) gyűjteményében található.
1901-ben kapott megbízást Bethlen Gábor szobrának elkészítésére, melyet 1903-ban  a Köröndön állítottak fel, ma a Hősök terén a millenniumi emlékmű egyik alakja.
Ez időszakban az Állatorvosi Főiskolán lóanatómiai tanulmányokat készített grafikában és plasztikában, ezeket Zimmermann Ágoston szemléltető tananyagként alkalmazta. Ekkor készültek anatómiai tanulmányai Kincsemről, ott őrzött csontváza alapján.
A nemzetközi vadászati kiállításon (1910, Bécs) kutyaszobraival aratott sikert.
Részt vett a budapesti Bazilika szobrászati díszítésében (1905), a budapesti Széchenyi gyógyfürdő kupolacsarnokának egyik tritónja (1909–1913) is az ő nevéhez fűződik.
II. Rákóczi Ferenc lovas szobrát  Szegeden, a Széchenyi téren állították fel 1912-ben. Árpád fejedelem lovas szobrának felállítása Munkácson az I. világháború miatt meghiúsult, kisplasztikai változata a Magyar Mezőgazdasági Múzeumban látható.
A múzeum  felkérésére mintázta a  Négyesfogat szoborcsoportot  Dőry Vilmosné leperdi birtokán 1912-ben, a Négyökrös szántást Mezőhegyesen 1913-ban, továbbá szintén a Dőry-birtokon, a Mezőgazdasági kiállításon díjnyertes Cepedli tehén szobrát 1925-ben.
Ez évben készült Pázmány Péter emlékszobra a nevét viselő tudományegyetem számára (központi épület), ma Piliscsabán a katolikus egyetemen található. Lourdes-i Mária szoborpályázaton nyertes alkotása (1925) a Gellért-hegyi Sziklatemplomban állt (eltűnt).
A létrehozandó kairói Mezőgazdasági Múzeum számára 1931-32-ben közel 50 egyiptomi juh-, szarvasmarha- és lószobrot mintázott fiával, Lászlóval együtt.
Görgey Artúr másfélszeres életnagyságú lovas szobrát 1935-ben a budai Várban, a Prímás bástyán (Anjou bástya) leplezték le, 1945-ben megsemmisült (beolvasztva a Sztálin-szobor alapanyagát képezte). 1998-ban Marton László újraalkotásában állították fel. Ugyancsak a Várban 1937 óta áll a másik főmű Hadik András lovas szobra, elismerésül a Magyar Érdemrend középkeresztje kitüntetést kapta érte a művész.
1939-ben Horthy Miklós kormányzó Vastagh György egyik, Árpád-korabeli magyar lovast ábrázoló szobrát ajándékozta Adolf Hitlernek a német diktátor 50. születésnapja alkalmából.
Blaskovich Ernő földbirtokos 1942-ben vándordíjnak rendelte meg a legendás versenyló Kincsem egyötöd életnagyságú szobrát. A hiteles mintázást fényképek, pontos méretadatok segítették, a ló csontváza is rendelkezésre állt. Később a Magyar Lovaregylet megbízta a világhírű kanca életnagyságú szobrának elkészítésével a lovarda parkja számára. Az elkészült mű 1945-ben a műteremben semmisült meg.
Szobrai a Magyar Nemzeti Galériában és a  Magyar Mezőgazdasági Múzeumban  találhatók.
„Ifj. Vastagh György művészetét agrár-muzeológiai szempontból különösen értékessé teszi az a körülmény, hogy szobrainak döntő többsége egy-egy konkrét állatról készült portré értékű alkotás. Felbecsülhetetlen tenyésztéstörténeti jelentőséggel bír, hogy háromdimenziós, színhelyes ábrázolással rendelkezünk például a nóniusz fajta vonal-alapító törzsménjeiről, a 19-20. század fordulójának legkiválóbb bábolnai arab törzsménjeiről, vagy a Mezőhegyesi M. Kir. Állami Ménesbirtok Hunyadi nevű magyar szürke törzsbikájáról, és még hosszasan sorolhatnánk a kiválónál kiválóbb tenyészállatok szobrait. Ezek az állatportrék művészi értékükön túl elsőrendű fajtatörténeti dokumentumok is. Segítségükkel nyomon követhető az egyes fajták kialakulása, formálódása, a legfontosabb törzsmének tenyészhatása, a tenyészcél változása és a divatirányzatok esetleges érvényesülése is.”

## Főbb művei

### Köztéri alkotások

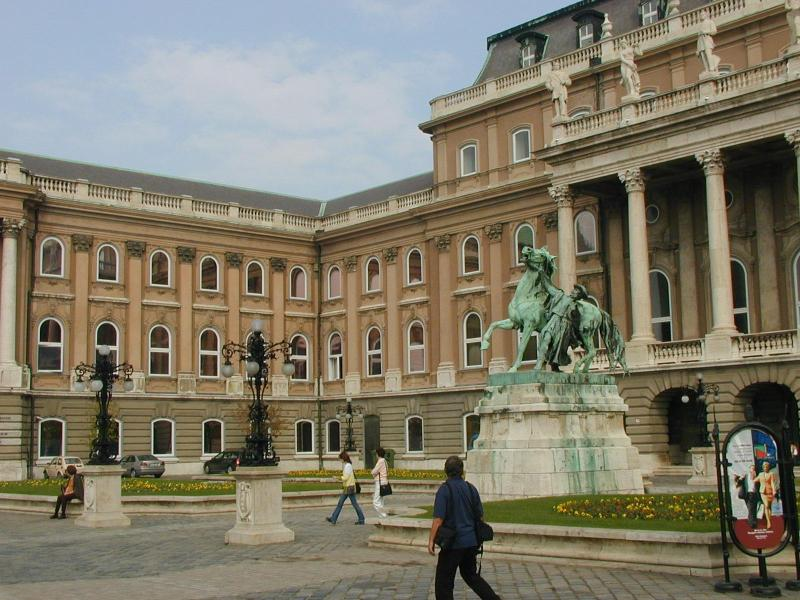
Csikós, 1902, Budavári Palota, Hunyadi udvar

- Pápai honvédemlék, 1889, Pápa, Március 15. tér
- Bethlen Gábor szobra, 1903, Budapest, Körönd, 1958, Hősök tere, millenniumi emlékmű

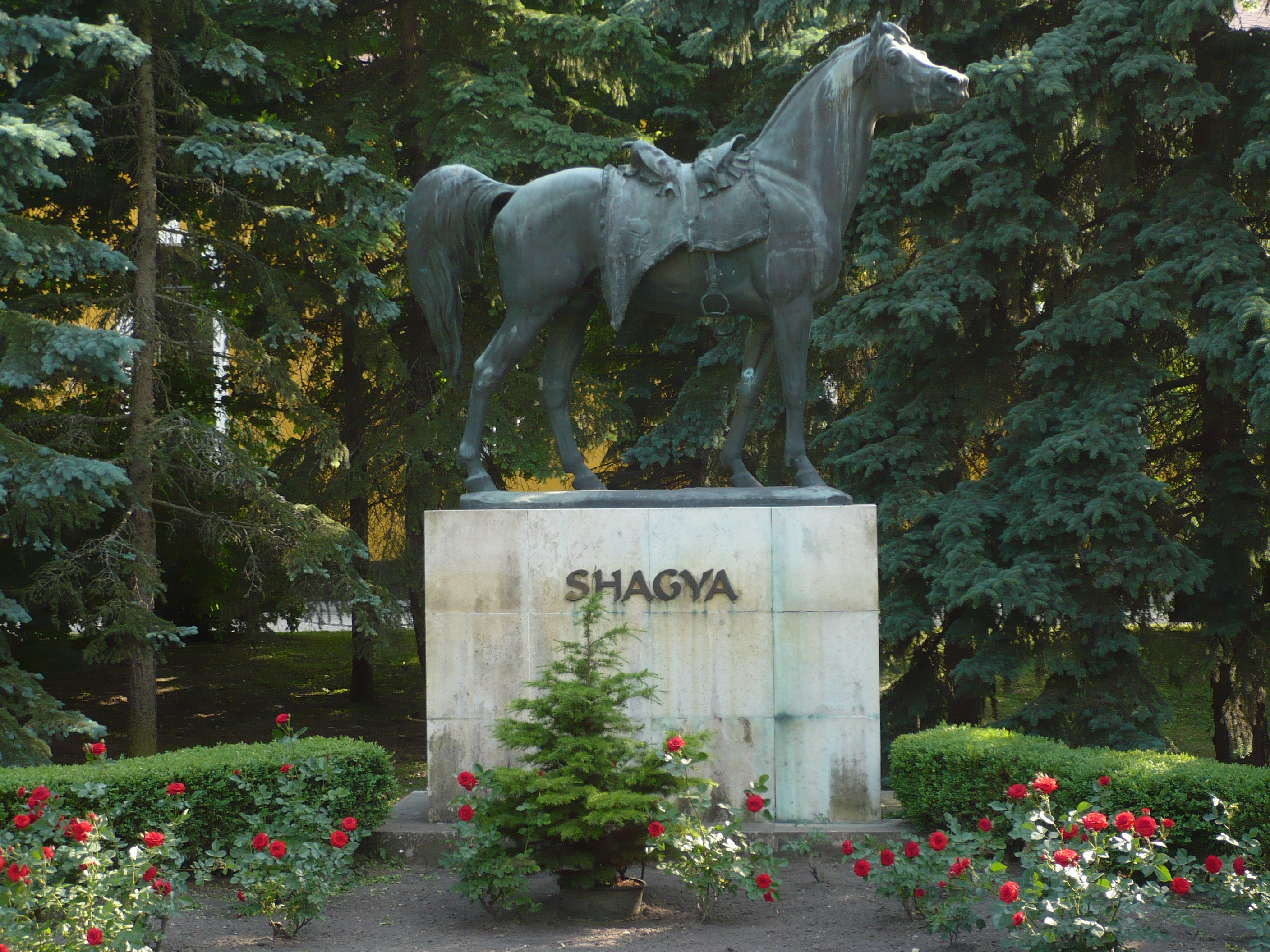
„A bábolnai fehér mén” szobra, 1939, Bábolna, Ménesudvar

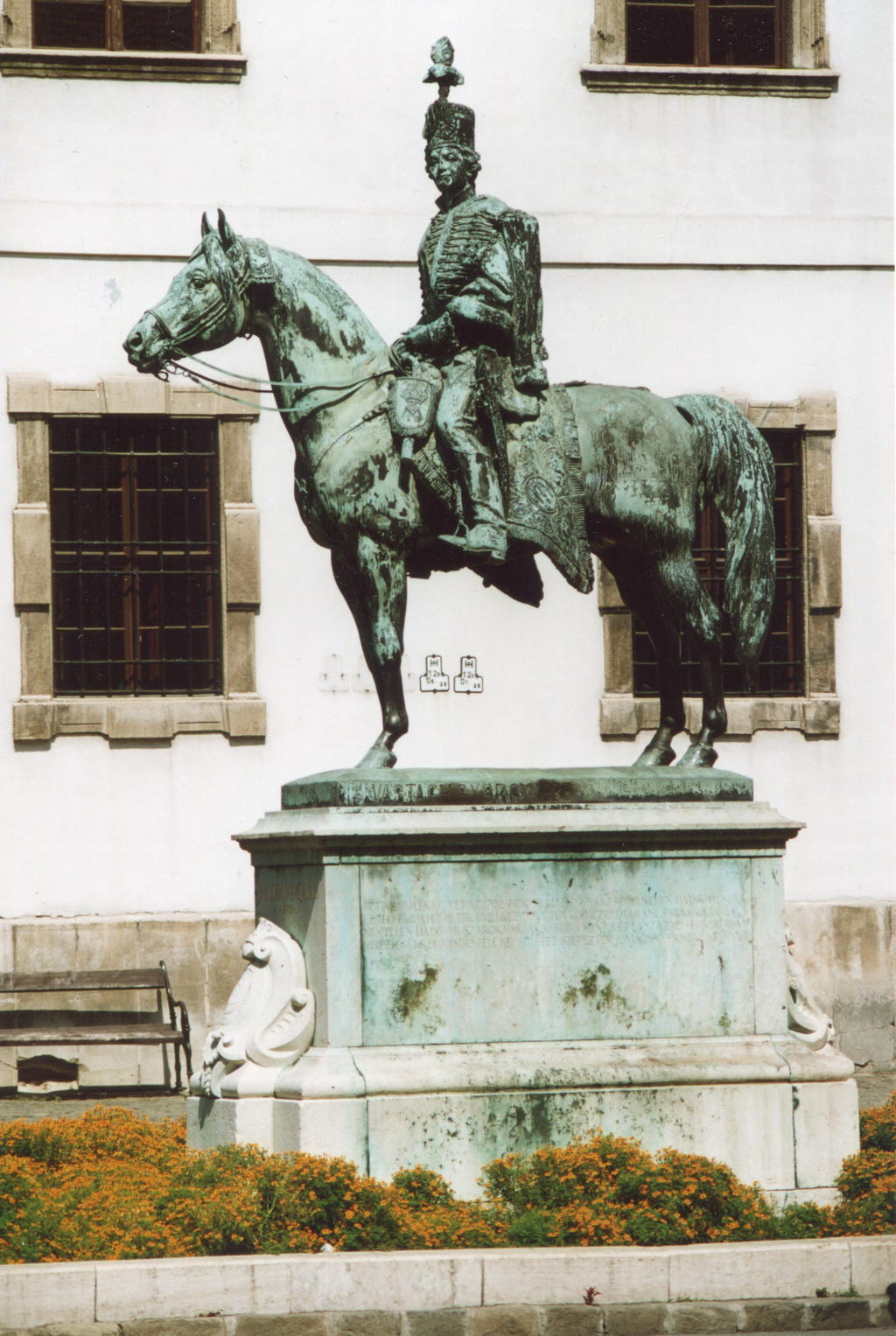
Hadik András lovas szobra, 1937, Budai Vár, Úri utca

- Csikós, 1902. Budavári Palota, Hunyadi udvar
- Klauzál Gábor mellszobra, 1905, Szeged, Stefánia sétány
- Fodor József mellszobra, 1909, Budapest, Gutenberg tér
- II. Rákóczi Ferenc lovas szobra, 1912, Szeged, Széchenyi tér, 1930 óta Aradi vértanúk tere
- Árpád fejedelem lovas szobra, 1914, Munkács város számára (1945-ben megsemmisült)
- Cézár, gr. Sigray Antal kedvenc kutyája, 1916, Ivánc
- Görgei Artúr lovas szobra, 1935, Budai Vár, Prímás bástya,[4] ma Tóth Árpád sétány
- Hadik András lovas szobra, 1937, budai Vár, Úri utca
- "Bábolnai fehér mén" szobra, 1939 (felállítva 1981. Bábolna, Ménesudvar)
- Kincsem "a verhetetlen csodaló" szobra, 1943 (1945-ben megsemmisült)
- Horthy István emlékmű, 1943, Szolnok (1945-ben megsemmisült)

### Síremlékek
- Fuchs József síremléke, 1916, Budapest, Kerepesi temető (megsemmisült)
- Voll György síremléke, 1922, Budapest, Kerepesi temető (megsemmisült)
- Nemestóthy Szabó család síremléke, 1922, Keszthely, Szent Miklós-temető
- Ari síremléke, 1925, Budapest, Farkasréti temető (ma Miskolczi László festőművész sírján)
- Heim Pál síremléke, 1931, Budapest, Kerepesi temető (36/2-1-26)
- Fülepp Kálmán síremléke, 1931, Budapest, Kerepesi temető (10/1-1-15)
- Pállik Béla síremléke, 1932, Budapest, Kerepesi temető (10/1-1-7)
- Haberern Jonatán Pál síremléke, 1937, Budapest, Kerepesi temető (11-1/a-58)
- Gömbös Gyula síremléke, 1940, Budapest, Kerepesi temető (megsemmisült)

### Portrék
- Zebr pasa portréja, 1887
- id. Vastagh György portréja, 1888

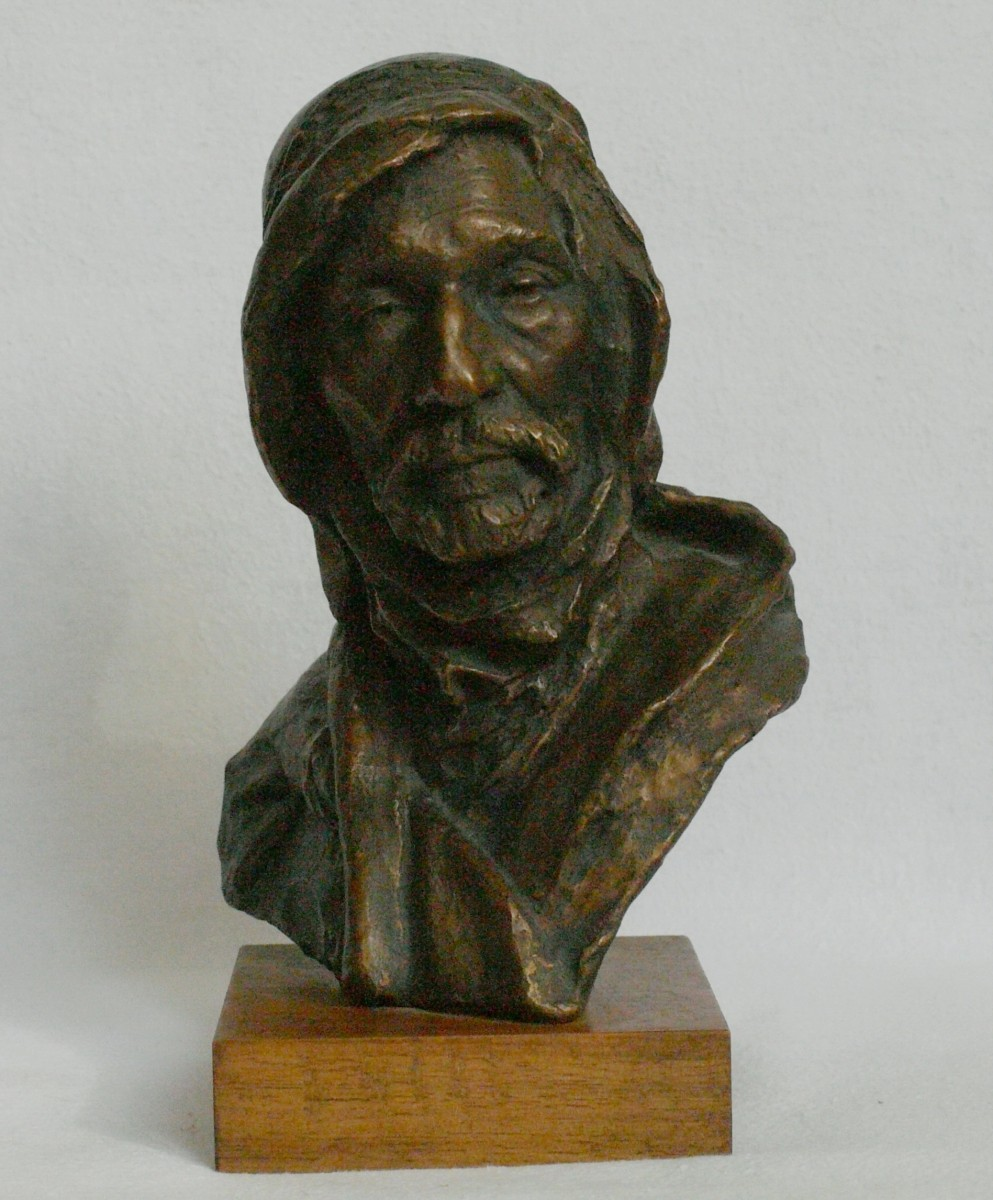
Arab fej, 1898.

- id. Vastagh Györgyné mellszobra, 1888
- Arab és néger fejek, 1898
- Évike mellszobra, 1902
- Lacika portréja, 1903
- Haberern Jonatán Pál portréja, 1910
- Münster Tivadar mellszobra, 1912
- Purjesz Zsigmond portréja, 1912. Kolozsvár, Belgyógyászati Klinika előtt, 1919, Házsongárdi temető (eltűnt)
- Újházy Ferenc mellszobra, 1915, Magyar Nemzeti Galéria
- Madarász Viktor portréja, 1916, Magyar Nemzeti Galéria
- Zsigmondy Béla mellszobra, 1917, Zalaegerszeg, Magyar Olaj- és Gázipari Múzeum
- Desbordes Ernő mellszobra, 1918
- Desbordes Ernőné mellszobra, 1918
- Benczúr Gyula portréja, 1920
- Vastagh Géza mellszobra

### Kisplasztikák

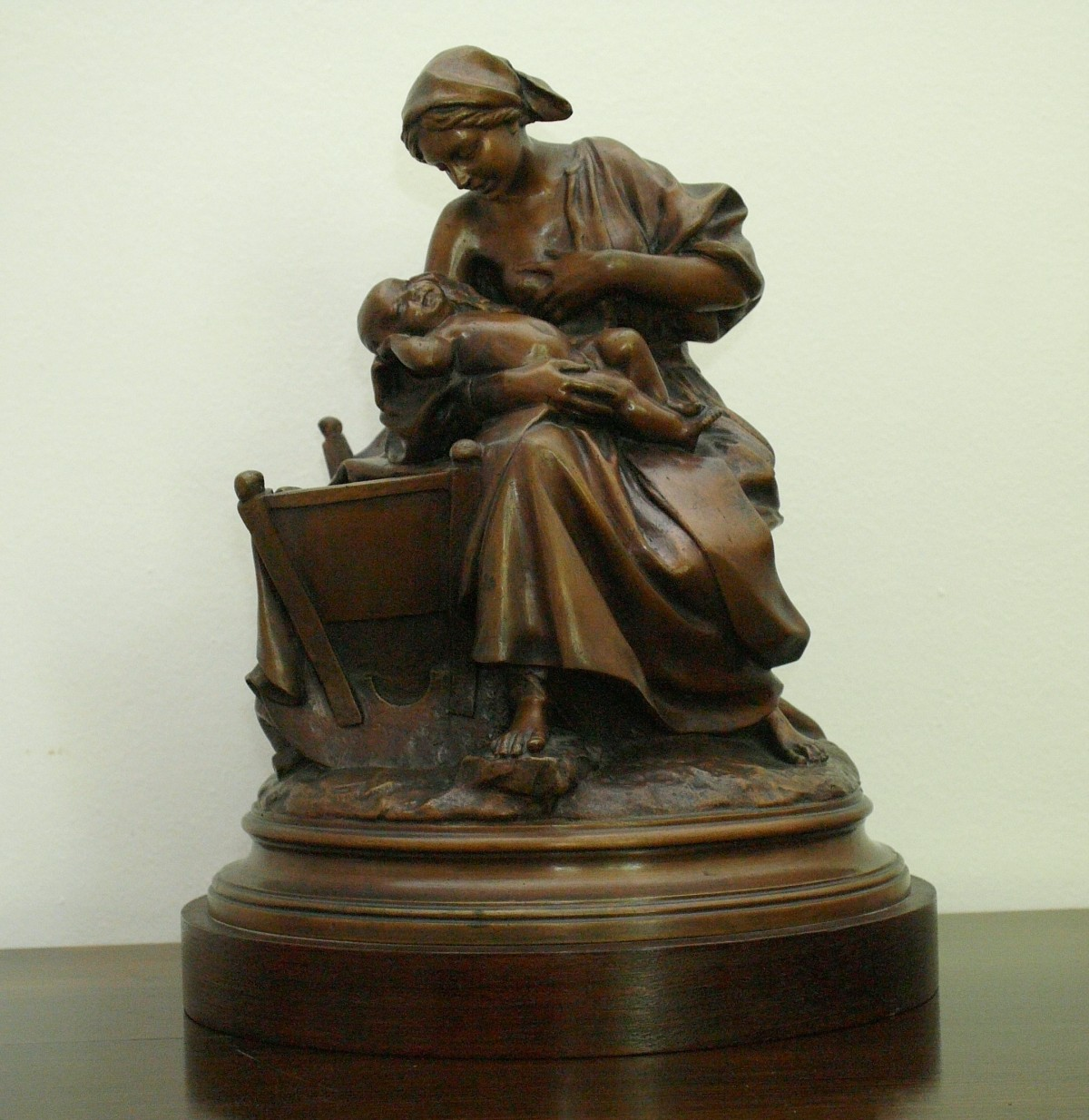
Anyaság, 1922.

- Oroszlán, 1890 körül, Magyar Nemzeti Galéria
- Leselkedő oroszlánok, 1890
- Mátyás király, 1892
- Tevehajcsár, 1893[5]
- Asztrik püspök, 1897
- Amazon ágaskodó lóval, 1903
- Európa elrablása, 1905
- Vörösmarty, 1906
- Petőfi lovas szobra, 1916
- Szent Priscilla, 1916
- Szerelmes pulykapár, 1917
- Anyaság, 1922
- Madonnafej, 1922
- Egyiptom felé, 1923, Esztergom, Keresztény Múzeum
- Jézus szamárháton Jeruzsálembe megy, 1924
- Jézus Szent Szíve I-II., 1924
- Szent István felajánlja a Szent Koronát Szűz Máriának, 1925
- Távkábel csoport, 1926, Budapest, Postamúzeum
- Gróf Tisza István lóháton, 1929
- Kemal pasa, 1932
- Honfoglaló előörs, 1934
- Attila lovas szobra, 1941
- Kincsem, 1942, Magyar Mezőgazdasági Múzeum

### Érmek és plakettek

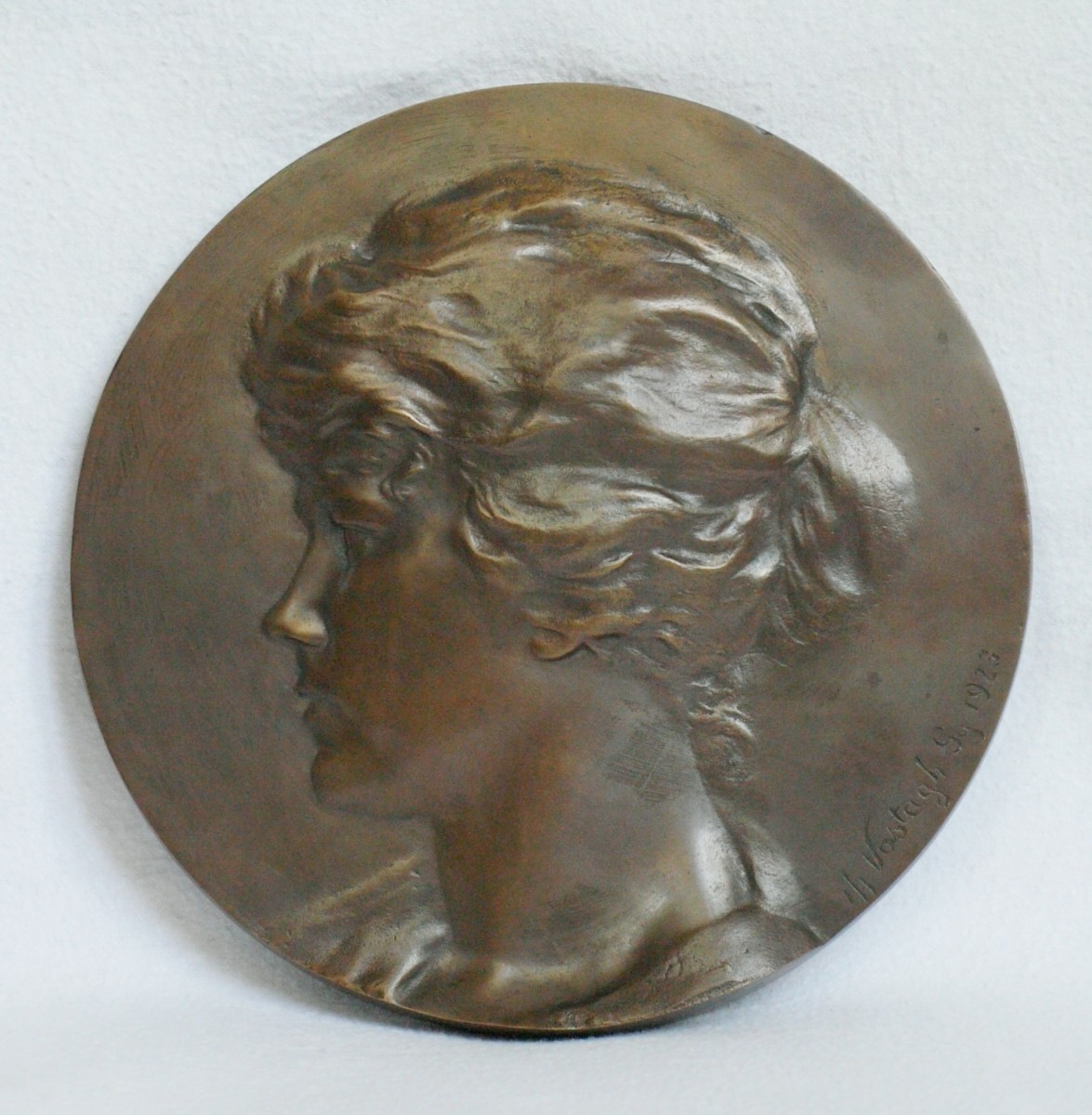
Ifj. Kenyeres Balázsné Sturm Jozefin, 1923.

- Újházy Ferenc plakattje, 1907, Budapest, Magyar Nemzeti Galéria
- Conventus Medicorum XVI Internationalis MCMIX Budapestini, érem, 1909
- Gr. Mikó Imre gr. Kemény József Erdélyi Múzeum Egyesület, érem, 1909
- BOE (Baromfitenyésztők Országos Egyesülete), plakett, 1909
- Magyar Orvosok és Természetvizsgálók vándorgyűlése Chyzer Cornél emlékének, érem, 1910
- Erzsébet királyné Magyarország védőangyala, Internationale Hygiene Ausstellung Dresden, érem, 1911, Budapest, Semmelweis Orvostörténeti Múzeum
- Benczúr Gyula és Benczúr Gyuláné plakettje, 1912
- Elischer Gyula és Elischer Gyuláné plakettje, 1912
- Magyar Orvosok és Természetvizsgálók Bene F. és Bugát P. emlékének, érem, 1914
- Önarckép, bronzplakett, 1921, Budapest, Magyar Nemzeti Múzeum
- Ifj. Dr. Kenyeres Balázsné dr. Sturm Jozefin plakettje, 1923
- Heim Pál 1875-1929 Országos Stefánia Szövetség anyák és csecsemők védelmére, 1930, Budapest, Semmelweis Orvostörténeti Múzeum
- Id. Vastagh György plakettje

### Galéria

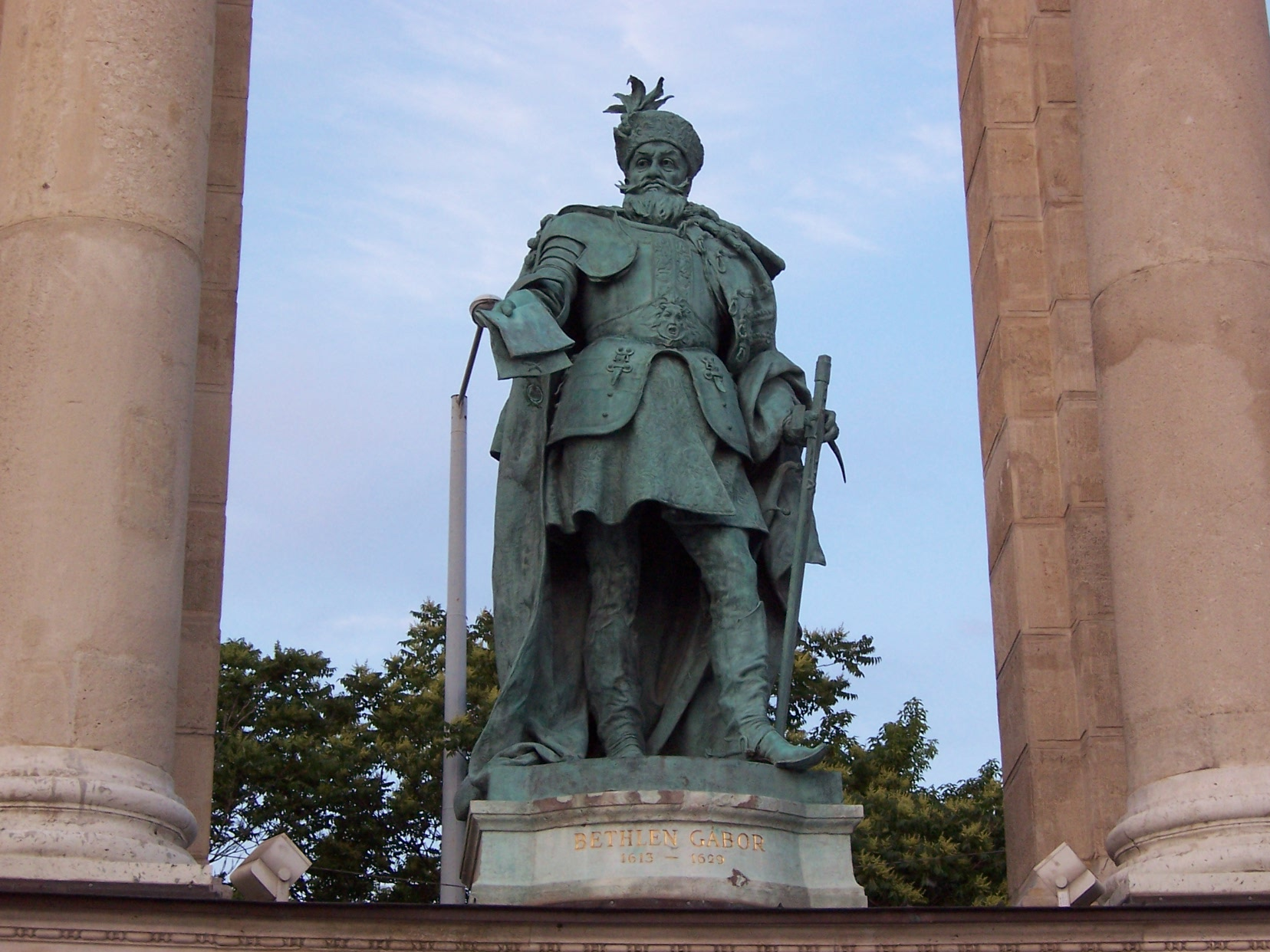
Bethlen Gábor, 1903, Budapest, millenniumi emlékmű
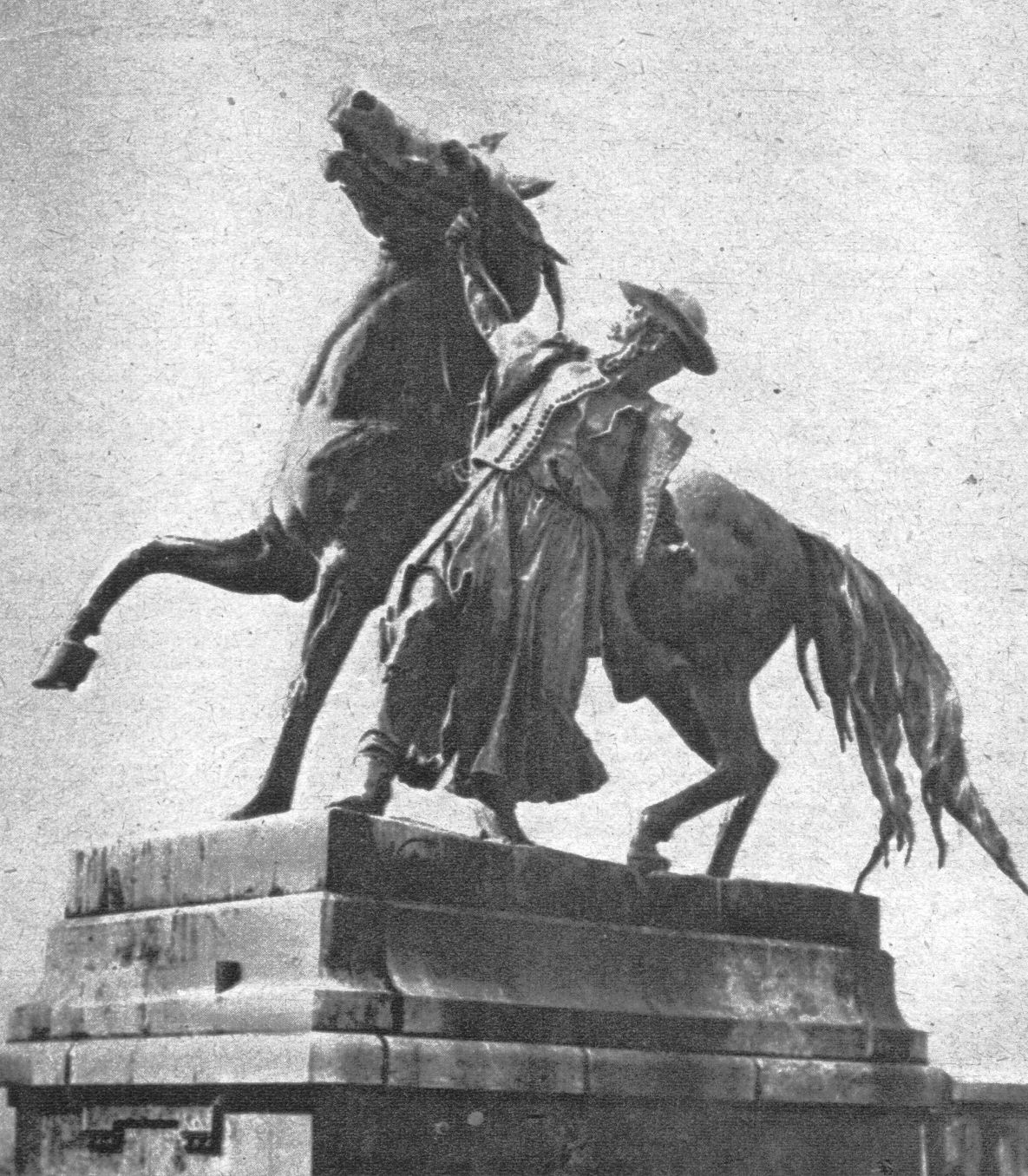
Csikós, 1902, Budavári Palota, Hunyadi-udvar
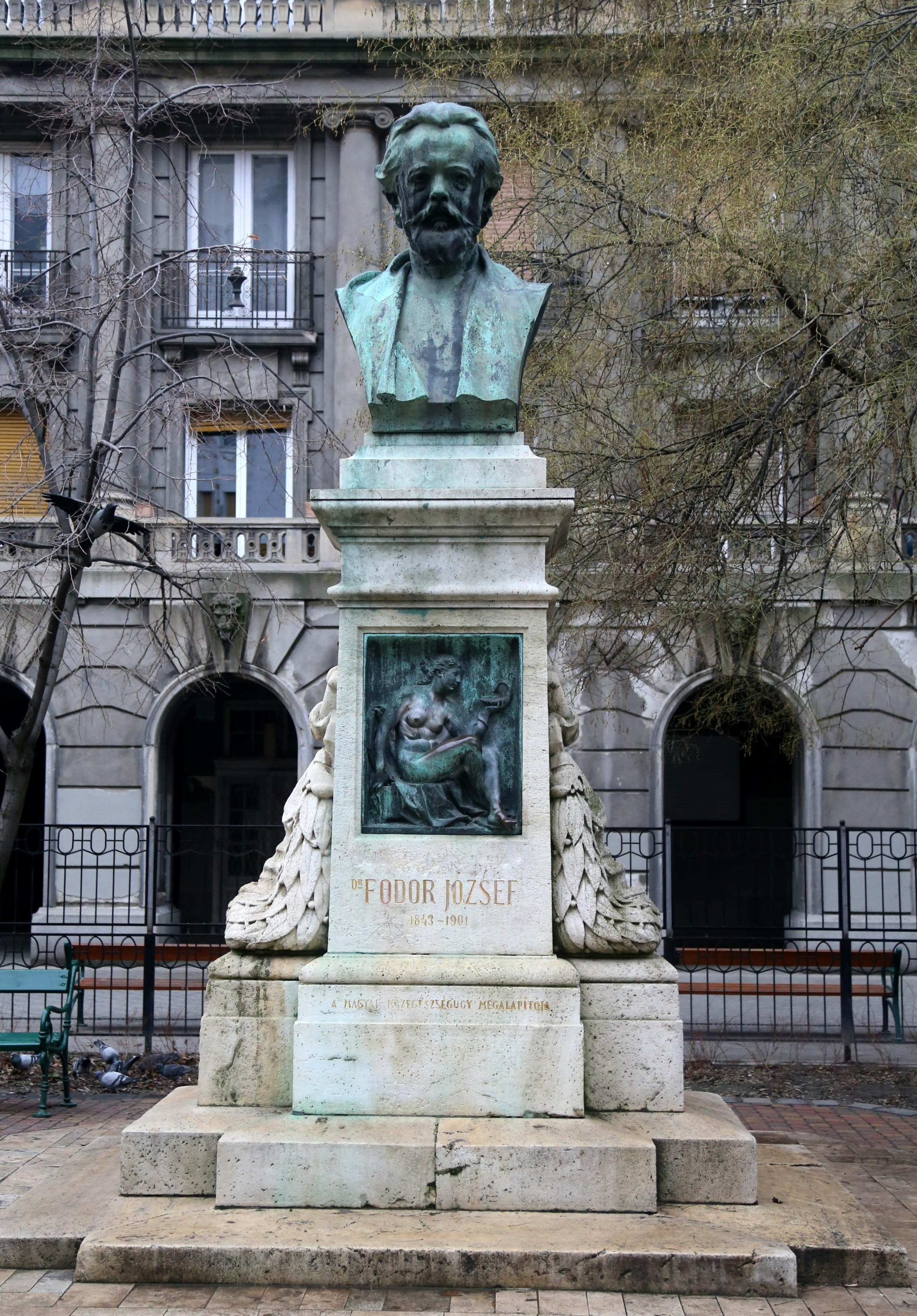
Fodor József mellszobra, 1909, Budapest, Gutenberg tér
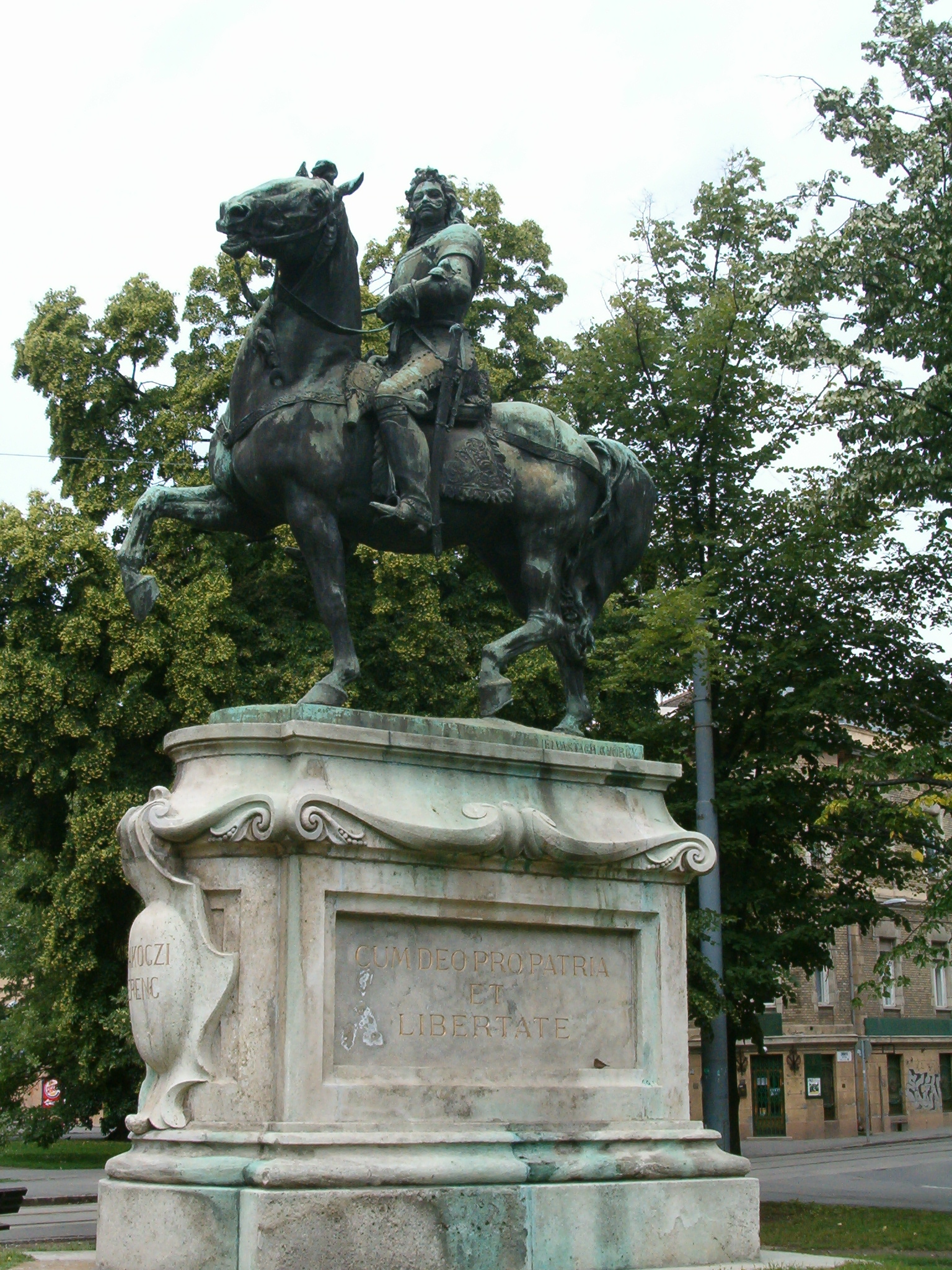
II. Rákóczi Ferenc lovas szobra, 1912, Szeged, Aradi vértanúk tere
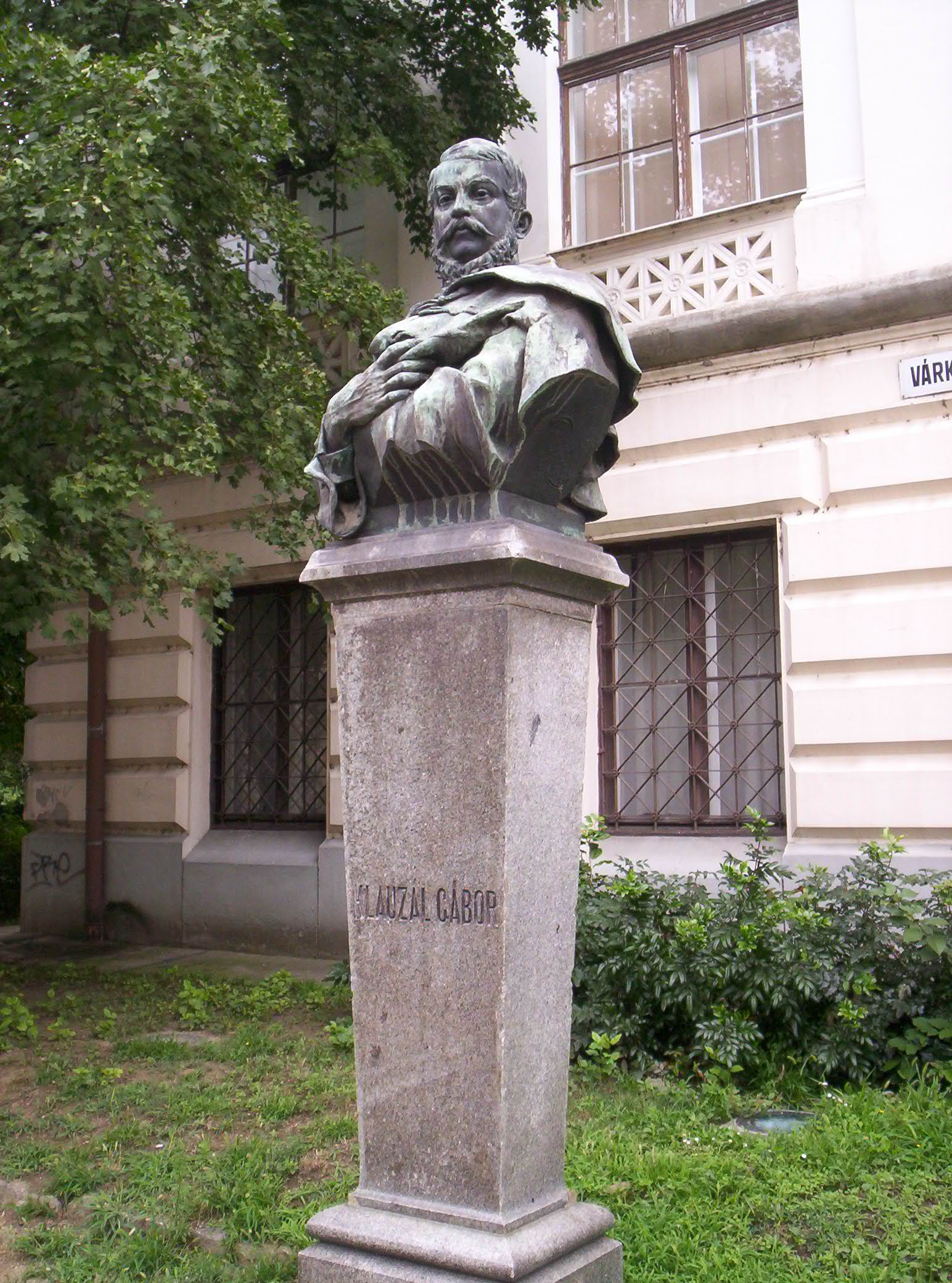
Klauzál Gábor mellszobra, 1905, Szeged, Stefánia sétány
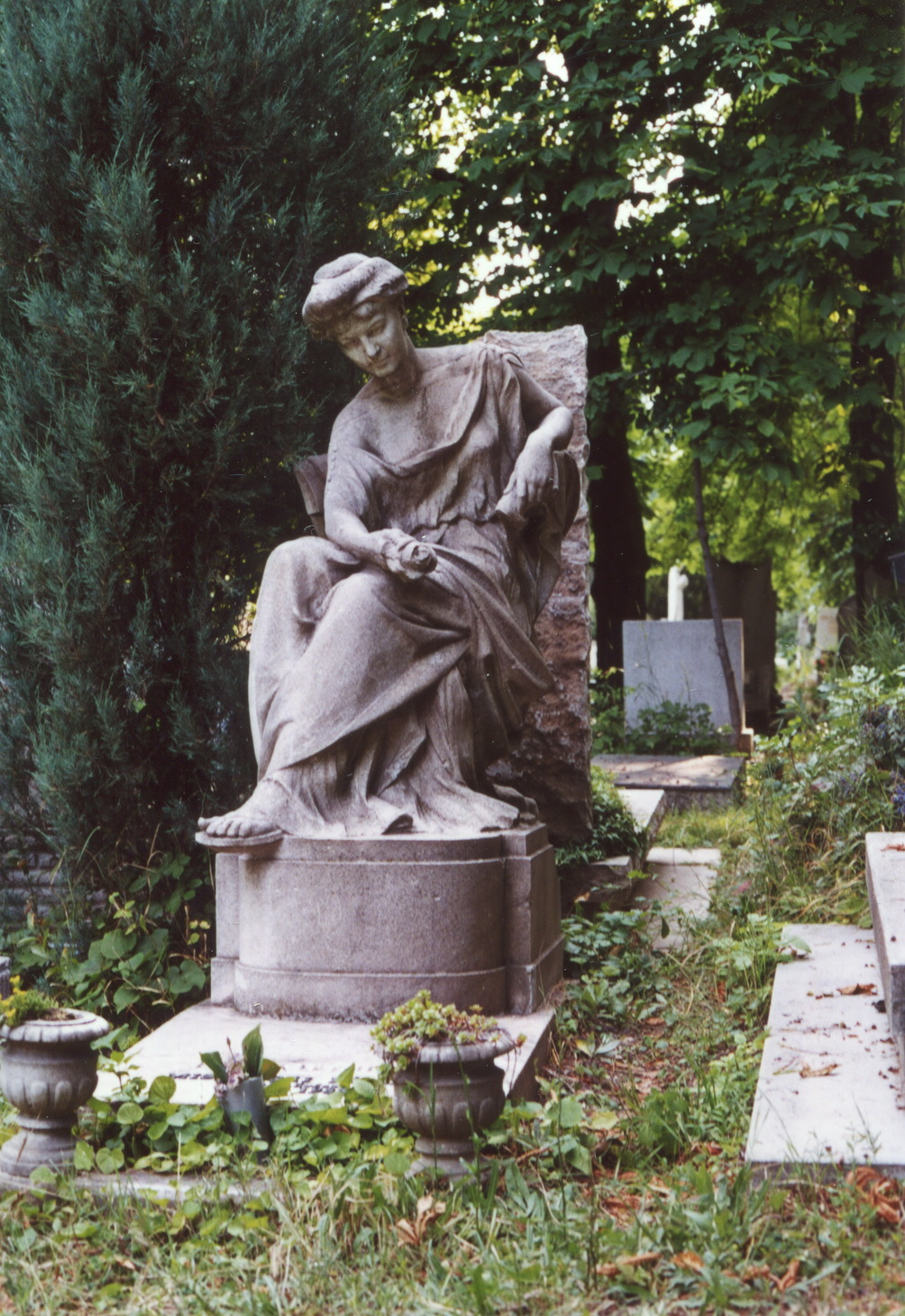
Ari síremléke, 1925, Budapest, Farkasréti temető
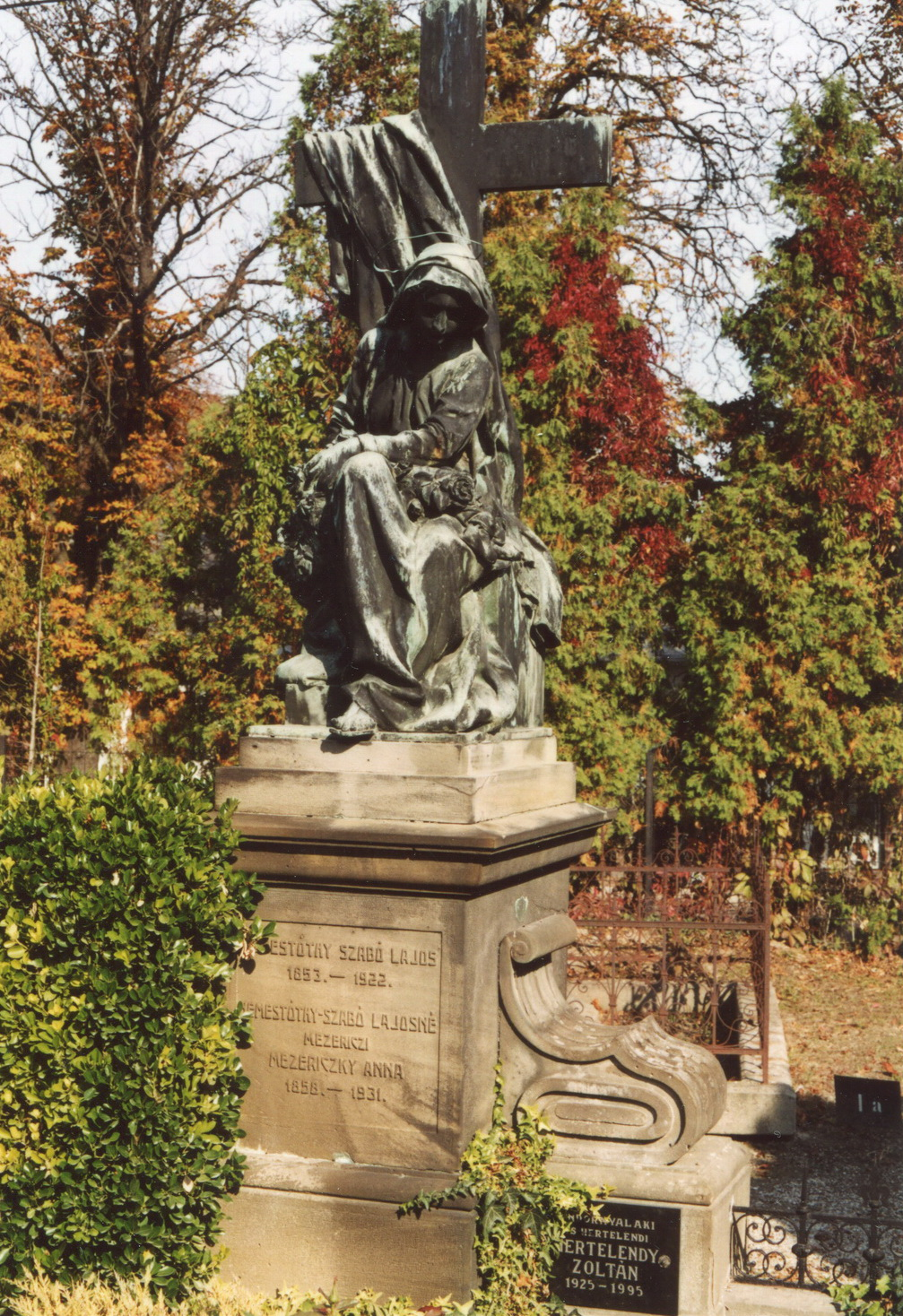
Nemestóthy Szabó család síremléke, 1922, Keszthely, Szent Miklós-temető
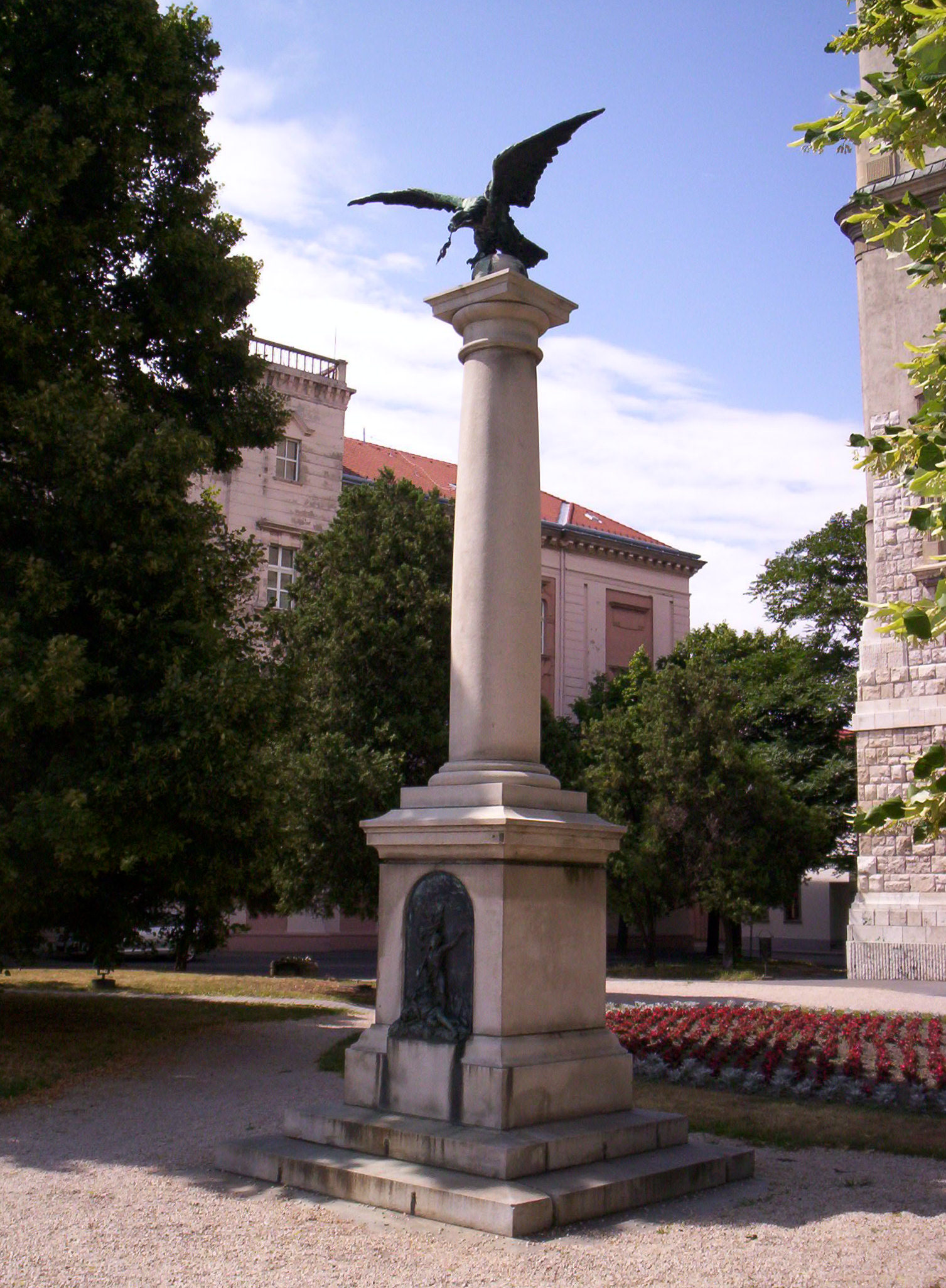
Pápai honvédemlék, 1889, Pápa, Március 15. tér
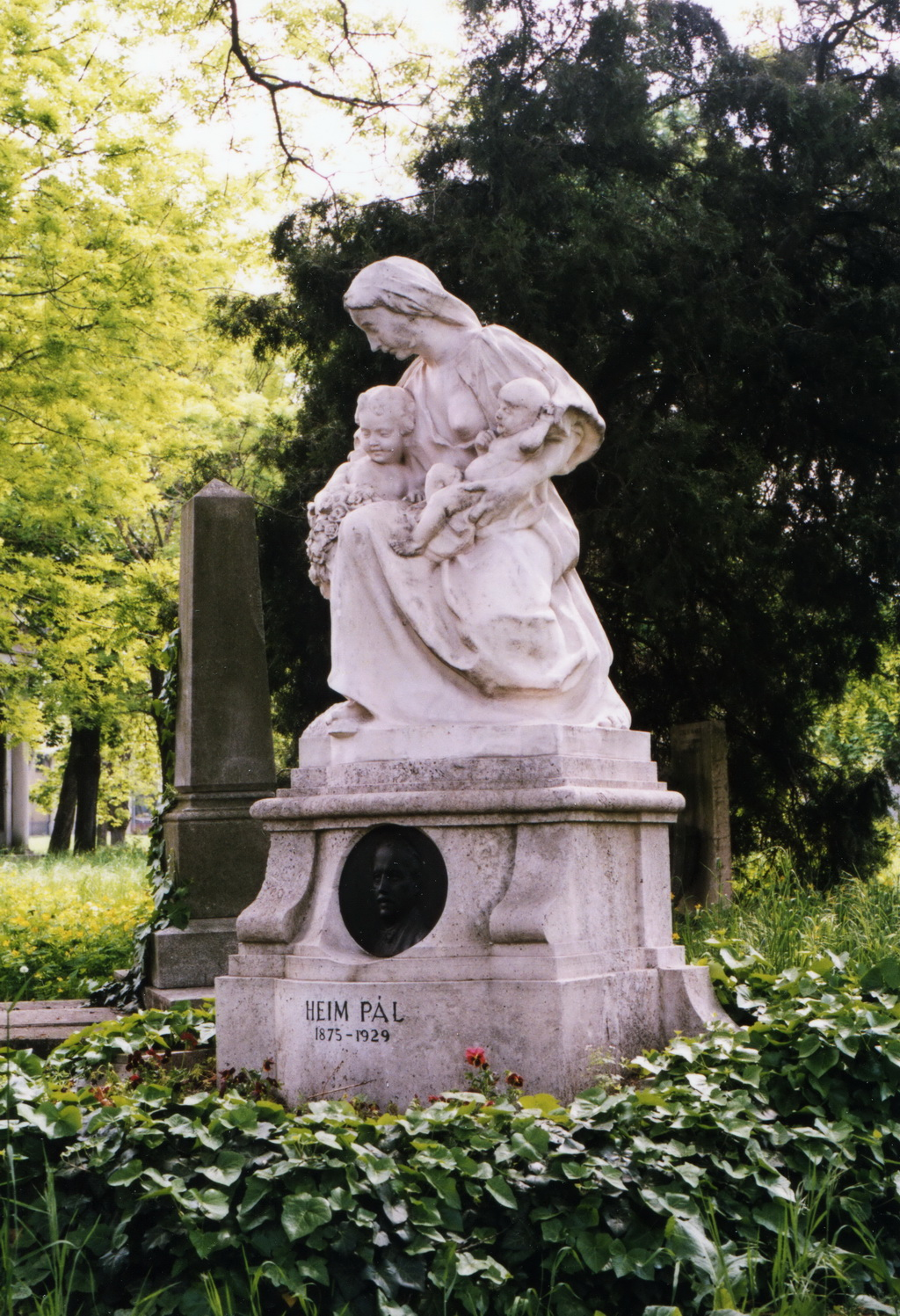
Heim Pál síremléke, 1931, Budapest, Kerepesi temető
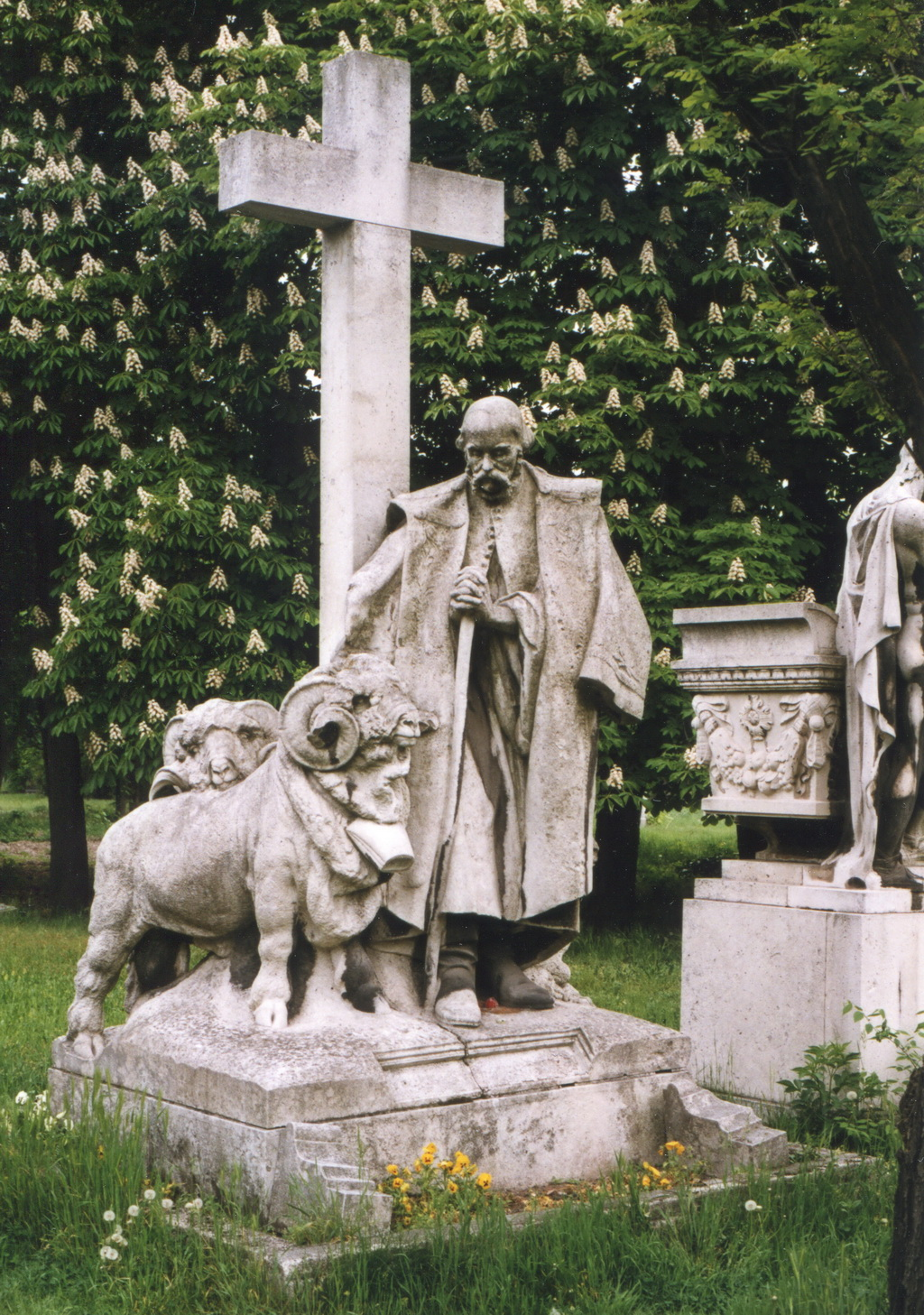
Pállik Béla síremléke, 1932, Budapest, Kerepesi temető

## Emlékezete

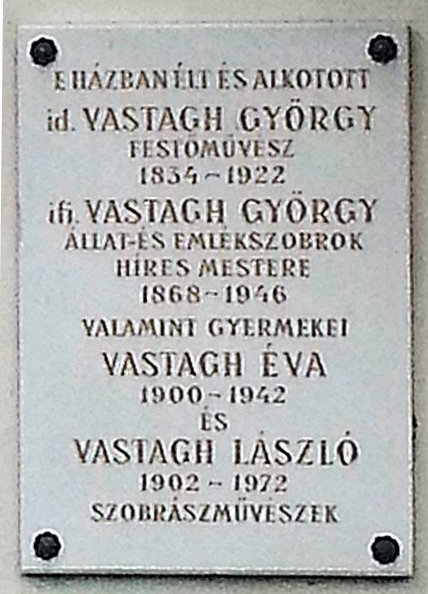
A család emléktáblája:
I. kerület Tigris utca 55.

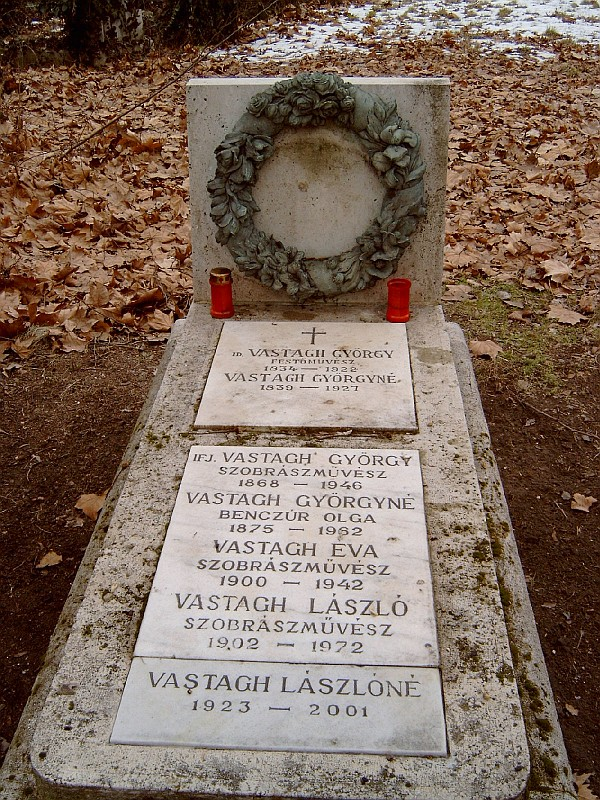
A Vastagh-család sírja Budapest, Kerepesi temető: 37/1-1-32

Id. Vastagh György centenáriumi emlékkiállítása 1934, Budapest, Műcsarnok, amelyen a család művész tagjai is szerepeltek.
Ifj. Vastagh György állatszobrainak centenáriumi bemutatása 1968, Budapest, Magyar Mezőgazdasági Múzeum.
Vastagh szobrok a Gödöllői Királyi Kastélyban, 2001, Gödöllő.
A Vastagh művészcsalád emlékkiállítás 2004. Budapest, Ernst Múzeum.
Emlékkiállítás ifj. Vastagh György állatszobraiból 2008, Budapest, Magyar Mezőgazdasági Múzeum.
Nem csak állatszobrász, kiállítás a művész születésének 150. évfordulója alkalmából, 2018, Budapest, Magyar Mezőgazdasági Múzeum.

## Főbb díjai, kitüntetései
- Károlyi Tibor-díj, 1893, Tevehajcsár c. szobráért
- Párizsi világkiállítás 1900, két aranyérem (képzőművészeti és mezőgazdasági),
- Offizier de l'Academie Paris, 1901.
- Milánói nemzetközi kiállítás, 1906. aranyérem
- Grosser Staatspreis, bécsi nemzetközi vadászati kiállítás, 1910, kutyaszobraiért
- Grand Prix, torinói világkiállítás, 1911.
- Ipolyi Arnold-díj, 1912, Rákóczi lovas szobráért
- Állami kis aranyérem, 1922, Trou-trou c. lószobráért
- Wolfner-díj, 1923, Anyaság c. művéért
- Képzőművészeti Társulat díja, 1924, Bivalybika szobráért
- Állami nagy aranyérem, 1933, Pállik Béla síremlékéért
- Magyar Érdemrend középkeresztje, 1937.
- Corvin-koszorú, 1938.